# Око Диявола
«Око диявола» (англ. Eye of the Devil) — британський фільм 1966 року режисера Джона Лі Томпсона, основою якого є окультні та надприродні теми. В головних ролях знімались Дебора Керр та Девід Нівен. Події фільму відбувалися в сільській місцевості Франції, проте знятий він був на території Англії.

## Сюжет
Головний герой фільму, Девід Нівен, дізнається про те, що на його рідній землі внаслідок сухого закону гине велика кількість виноградників, що змушує головного героя повернутися до свого маєтку у Франції. У супроводі дружини Кетрін (Дебора Керр), пара знайомиться з красивою відьмою (Шерон Тейт), яка також живе в маєтку зі своїм братом (Девід Хеммінгс). З часом стає зрозуміло, що обряд жертвоприношення може повернути виноградникам та його власнику колишню славу.

## Зйомки
«Око диявола» був знятий в 1965 році, в якому з самого початку у ролі головної героїні, а саме дружини Девіда Нівена, мала зніматись американська актриса, Кім Новак. Але в листопаді 1965 року, всього лише за два тижні до завершення зйомок, Кім отримала важкі поранення в спину, в інциденті під час верхової їзди. Під час зйомок ключових сцен на відкритій місцевості у Франції, Кім Новак впала з коня.
Будучи не в змозі продовжити зйомки в фільмі, режисерам довелося замінити Кім британською актрисою, Деборою Керр. В результаті цього, багато сцен були перезняті, а Кім Новак можна було помітити лише в деяких епізодах, які були зняті на великій відстані.
Цей фільм став дебютним для Шерон Тейт, запропонованою на роль Оділі де Керей виконавчим директором кіностудії «Філмвей» (Filmways), Матіном Ранзохофим, котрий вважав Шерон своїм великим відкриттям. Фільм вийшов в прокат через два роки після зйомок, але привернув мало уваги глядачів. В одній з рецензій на цей фільм, опублікованій в газеті «Нью-Йорк Таймс», Тейт характеризують як «страшенно привабливу, але невиразну» актрису.
Хоча фільм не мав комерційного успіху на теренах США, після першого виходу на всезагальний огляд, але став популярним в Європі, та згодом отримав статус «культового фільму», завдячуючи цьому своїм сюрреалістичним темам та смерті Шерон Тейт у 1969 році. Фільм також прикрашає видатна команда акторів, яка включає в себе ветеранів британського кіно Дональда Плезенса, Флору Робсон, Емлін Вільямс та Едварда Мюльхаре.
З метою зробити язичницькі обряди більш реальними та яскравими, Алекс Сандерс, англійський знавець у сфері окультизму був запрошений на зйомки фільму, як консультант.
Фільм також відомий під назвою«Тринадцять», яку він отримав з самого початку зйомок.

## Акторський склад
- Дебора Керр, у ролі Кетрін
- Дейвід Нівен, у ролі Філіппа
- Флора Робсон, у ролі графині Естель
- Дональд Плезенс, у ролі Пере Домініка
- Девід Геммінгс, у ролі Крістіана де Керей
- Шерон Тейт, у ролі Оділлії де Керей
- Едвард Мюльхаре, у ролі Жана-Клода
- Емлін Вільямс, у ролі Ален